# Nelson Vivas
Nelson David Vivas, mais conhecido como Nelson Vivas (Granadero Baigorria, 18 de Outubro de 1969),[carece de fontes?] é um treinador e ex-futebolista argentino que atuava como zagueiro. Atualmente está sem clube. 

## Carreira
Disputou a copa de 1998 pela seleção argentina, sendo desclassificada nas quartas-de-final. E integrou a Seleção Argentina de Futebol na Copa América de 1997 e 1999.[carece de fontes?]

## Títulos
Argentina
- Copa Rei Fahd de 1995: 2º Lugar

Arsenal
- Supercopa da Inglaterra: 1998, 1999
- Copa da Inglaterra: 2001–02
- Premier League: 2001-02

River Plate
- Torneo Clausura: 2003